# Gualala
Gualala est une municipalité du Honduras, située dans le département de Santa Bárbara. La municipalité comprend 8 villages et 42 hameaux. Elle est fondée en 1883.

## Source de la traduction
- (en) Cet article est partiellement ou en totalité issu de l’article de Wikipédia en anglais intitulé « Gualala, Honduras » (voir la liste des auteurs).